# انگورچین
اَنگورچین، یا ویندمیاتریکس (Vindemiatrix) یا اپسیلون دوشیزه یک ستاره است که در صورت فلکی دوشیزه قرار دارد.